# Wendelin Wiedeking
Wendelin Wiedeking, né le 28 août 1952 à Ahlen en Allemagne, fut directeur général et président du directoire du constructeur automobile allemand Porsche du 1er août 1993 au 23 juillet 2009. 
Il a commencé par exercer le métier d'ingénieur chez Porsche, après être diplômé à Aix-la-Chapelle. Dans les années 1990, le constructeur allemand était au bord de la faillite. La direction a lâché les rênes, et il fut le seul à prendre le risque d'endosser la fonction de directeur chez Porsche. Grâce à sa rigueur, à son travail, mais aussi grâce à sa stratégie, il a réformé l'ensemble de la structure de l'entreprise Porsche. Créateur du Porsche Cayenne, il a permis à Porsche de sortir de ses problèmes financiers, et ainsi de devenir la marque automobile la plus rentable de nos jours. De nombreux PDG de groupes automobiles s'inspireront de son travail pour améliorer la production de leurs usines.
Il était également président du comité exécutif et membre du conseil de surveillance de Volkswagen AG. Son revenu 2008 a atteint environ 80 millions d'euros, son indemnité de départ a été fixée à 50 millions d'euros, dont la moitié sera distribuée à des institutions charitables.